# リスターズスネイク
スネイク（Snake、1705年 - 不明）は、サラブレッドの成立期に生きた種牡馬。自身は疾病のため出走歴を持たないが、繁殖用に使用され、初期のサラブレッドに影響を与えた。同名馬の存在により、ときにリスターズスネイク (Lister's Snake) と呼ばれることがある。

## 経歴
1705年、父を所有していたリスターによって生産された。スネイクは脚に腫瘤があり、これはとある有毒な爬虫類による噛み傷によるものとされた。このためスネイクと呼ばれるようになったという。
この疾患により競走馬としては使われなかったが、ヨークシャーのイースビーで繁殖に供されさまざまな仔を産した。この中でもとくにスクワーラル (Squirrel) は、2つのキングズプレートの獲得などの活躍を見せた。ほかにベイ・ウィルキンソン (Bay Wilkinson) 、ドライヴァー (Driver) 、イースビースネイク (Easby Snake) らがいる。母系に入っても有力で、11号族、17号族、19号族の牝馬を出し、また大競走馬エクリプス (Eclipse) にはスネイクの4×4.5のインブリードがある。

## 血統表
| スネイクの血統             | スネイクの血統              | スネイクの血統         | （血統表の出典） | （血統表の出典） |
| 父 Lister Turk 1687年 芦毛 | 父の父不明                  | 不明                   | 不明             | 不明             |
| 父 Lister Turk 1687年 芦毛 | 父の父不明                  | 不明                   | 不明             |                  |
| 父 Lister Turk 1687年 芦毛 | 父の父不明                  | 不明                   | 不明             | 不明             |
| 父 Lister Turk 1687年 芦毛 | 父の父不明                  | 不明                   | 不明             |                  |
| 父 Lister Turk 1687年 芦毛 | 父の母不明                  | 不明                   | 不明             | 不明             |
| 父 Lister Turk 1687年 芦毛 | 父の母不明                  | 不明                   | 不明             |                  |
| 父 Lister Turk 1687年 芦毛 | 父の母不明                  | 不明                   | 不明             | 不明             |
| 父 Lister Turk 1687年 芦毛 | 父の母不明                  | 不明                   | 不明             |                  |
| 母 Hauboy Mare             | 母の父Hautboy 1690年生 芦毛 | Darcys White Turk 芦毛 | 不明             | 不明             |
| 母 Hauboy Mare             | 母の父Hautboy 1690年生 芦毛 | Darcys White Turk 芦毛 | 不明             |                  |
| 母 Hauboy Mare             | 母の父Hautboy 1690年生 芦毛 | 不明                   | 不明             | 不明             |
| 母 Hauboy Mare             | 母の父Hautboy 1690年生 芦毛 | 不明                   | 不明             |                  |
| 母 Hauboy Mare             | 母の母不明                  | 不明                   | 不明             | 不明             |
| 母 Hauboy Mare             | 母の母不明                  | 不明                   | 不明             |                  |
| 母 Hauboy Mare             | 母の母不明                  | 不明                   | 不明             | 不明             |
| 母 Hauboy Mare             | 母の母不明                  | 不明                   | 不明             |                  |